# Kleine olijfgroene ibis
De kleine olijfgroene ibis (Bostrychia bocagei) is een vogel uit de familie Threskiornithidae (Ibissen en lepelaars). De vogel werd in 1923 door James Chapin beschreven. Het is een endemische, ernstig bedreigde vogelsoort op het eiland Sao Tomé.

## Herkenning
De vogel is 60 tot 65 cm lang. Het is een kleine bosbewonende  ibis. De volwassen vogel is overwegend dof olijfkleurig. De mantel en de vleugeldekveren zijn bronskleurig.

## Verspreiding en leefgebied
Deze soort komt alleen voor op het eiland Sao Tomé, een eiland in de Golf van Guinee. De vogel wordt vooral waargenomen op de grens van regenwoud met cultuurland zoals oliepalmplantages in laagland onder de 450 m, maar ook in oud secundair bos, vaak in moerassige stukken bos langs rivieren.

## Status
De kleine olijfgroene ibis heeft een zeer klein verspreidingsgebied en daardoor is de kans op uitsterven groot. De grootte van de wereldpopulatie is in 2020 geschat op 130-1700 volwassen individuen. De vogel wordt in zijn voortbestaan bedreigd door jacht en door aantasting van zijn leefgebied door landbouwkundige ontwikkelingen op het eiland. Om deze redenen staat deze ibis als kritiek op de Rode Lijst van de IUCN.